# Thomas Erpingham

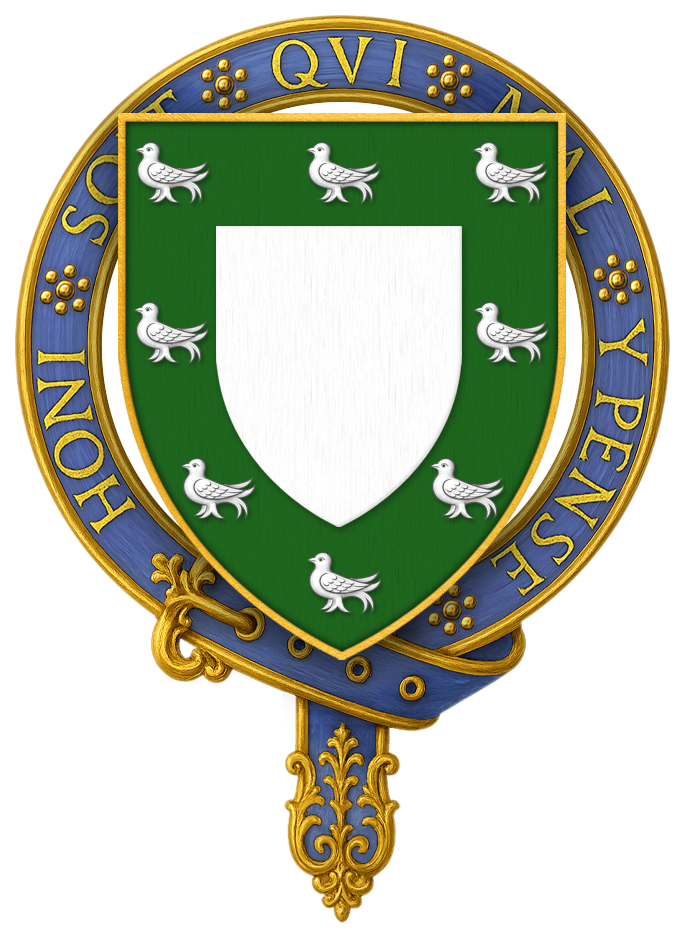
Wappen des Sir Thomas Erpingham

Sir Thomas Erpingham KG (* 1357; † 27. Juni 1428) war ein englischer Ritter. Er kommandierte unter Heinrich V. die Bogenschützen während der Schlacht von Azincourt.
Thomas Erpinghams Militärkarriere führte dazu, dass er in mehreren Ländern kämpfte. Er war Mitglied der englisch-walisischen Truppen bei mehreren Feldzügen während des Hundertjährigen Krieges, diente in Spanien, in Schottland, in Preußen und im Heiligen Land. Seine Militärkarriere erstreckt sich über einen Zeitraum von fast fünfzig Jahren und ist eng mit dem Haus Lancaster verknüpft. John of Gaunt, 1. Duke of Lancaster erhob ihn in den Ritterstand. Thomas Erpingham war außerdem an der  Invasion von Aquitanien unter Edward of Woodstock  beteiligt, begleitete Heinrich IV. von England vor seiner Thronbesteigung nach Litauen und 1392 von Preußen nach Jerusalem. Unter Heinrich IV. hatte er 1399 bis 1404 das Hofamt des Lord Chamberlain of the Household, sowie 1399 bis 1409 das Amt des Lord Warden of the Cinque Ports inne. 1401 nahm ihn Heinrich IV. als Knight Companion in den Hosenbandorden auf. Seine militärische Karriere endete um 1416.
Er war zweimal verheiratet, in erster Ehe mit Joan († vor 1409), Tochter des Sir William Clopton, Gutsherr von Clopton in Suffolk, und in zweiter Ehe mit Joan († 1425), Tochter des Sir Richard Walton, Witwe des Sir John Howard. Er hinterließ keine Nachkommen, weshalb ihn 1428 sein Neffe Sir William Phelip, der Sohn seiner Schwester Julian beerbte. 
In William Shakespeares Drama Heinrich V. ist Thomas Erpingham als weiser alter Militärführer porträtiert, der dem jungen englischen König in der angstvollen Nacht vor der Schlacht von Azincourt Mut zuspricht.